# Улица Полярников (Санкт-Петербург)
Улица Поля́рников — улица в Невском районе Санкт-Петербурга, являющаяся перемычкой между улицами Бабушкина и Седова.

## История
Первоначальное название Малая Щемиловская улица известно с 1896 года, происходит от наименования села Щемиловка. С 1897 года — улица Малая Щемиловка.
Переименована в улицу Полярников 3 августа 1940 года в честь участников русских полярных экспедиций.
Название образует топонимический ансамбль (тематическую группу названий) вместе с соседними улицей Седова и Сомовым переулком.

## Объекты городской среды
| Список объектов | Список объектов                | Список объектов                                | Список объектов | Список объектов                                        | Список объектов                 |              |
| Номер дома      | Описание                       | Архитектор                                     | Постройка       | Иллюстрация                                            | Координаты                      |              |
| --------------- | ------------------------------ | ---------------------------------------------- | --------------- | ------------------------------------------------------ | ------------------------------- | ------------ |
| До № 1          | Императорский фарфоровый завод |                                                |                 |                                                        | 59°52′45″ с. ш. 30°26′06″ в. д. |              |
| До № 1          | улица Бабушкина                |                                                |                 |                                                        |                                 |              |
| До № 8          | Станция метро «Ломоносовская»  | А. С. Гецкин, В. П. Шувалова, Г. Д. Булаевская | 21 декабря 1970 | Вид от пересечения улицы Бабушкина с улицей Полярников | 59°52′38″ с. ш. 30°26′30″ в. д. |              |
| До № 8          | Ломоносовский сад              |                                                |                 |                                                        | 59°52′38″ с. ш. 30°26′23″ в. д. |              |
| До № 8          | Сомов переулок                 |                                                |                 |                                                        |                                 |              |
| За № 12         | улица Седова                   | улица Седова                                   | улица Седова    | улица Седова                                           | улица Седова                    | улица Седова |